# Calamus dilaceratus
Calamus dilaceratus är en enhjärtbladig växtart som beskrevs av Odoardo Beccari. Calamus dilaceratus ingår i släktet Calamus och familjen Arecaceae. Inga underarter finns listade i Catalogue of Life.